# Agrotis cruda
Agrotis cruda là một loài bướm đêm trong họ Noctuidae.